# Druhé Burgundské království
Druhé Burgundské království (francouzsky Second royaume de Bourgogne), ve 12. až 14. století nazývané jako Arelatské království (latinsky Regnum Arelatense, v moderní francouzštině Royaume d'Arles), zkráceně Arelat (podle hlavního města Arles), jsou historické názvy pro vrcholně středověké Burgundské království (latinsky Regnum Burgundiae) . Arelatské království se rozkládalo na jihu dnešní Francie v letech 933 až 1378. Někdy také bývá označováno jako „Burgundsko-provensálské království“, „království Arles a Vienne“ nebo „Království obojích Burgund“ (Royaume des Deux-Bourgognes), protože sjednotilo dosud rozdělené obě části Burgundska.
Roku 1032 bylo Arelatské království včleněno do Svaté říše římské (tehdy zvané ještě Říše římská) a spolu s Německým královstvím a Italským královstvím tvořilo tzv. „tria regna“, tj. tři království tvořící Říši římskou.
V současnosti je území bývalého Burgundského (arelatského) království rozděleno mezi francouzské regiony Provence-Alpes-Côte d'Azur a Auvergne-Rhône-Alpes.

## Historie

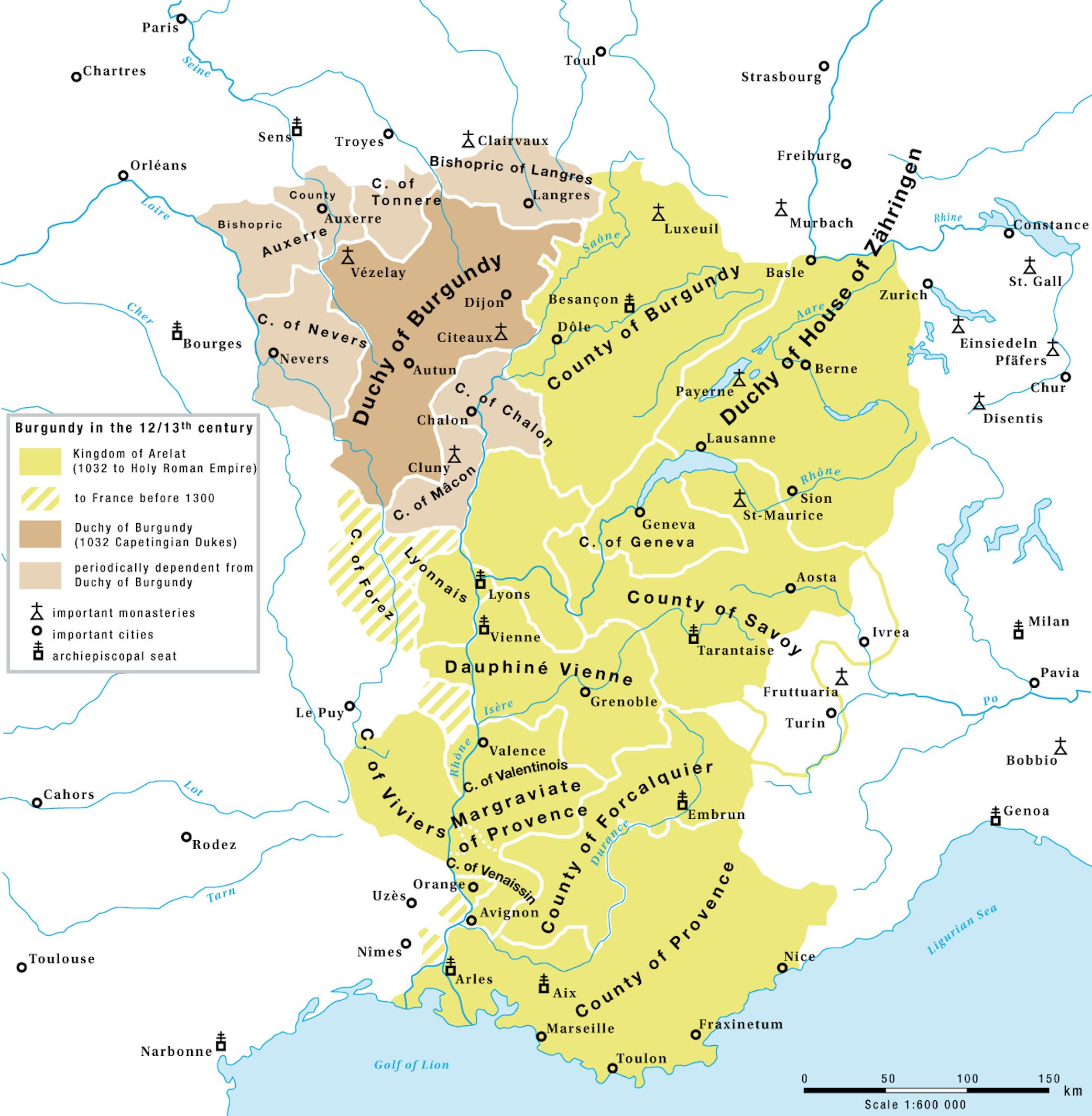
Království (žluté) a Burgundské vévodství (hnědá), 1033–1378

V roce 843 byla Franská říše verdunskou smlouvou rozdělena mezi Karlovce na říši západofranskou (dnešní Francii), východofranskou (dnešní Německo) a na císařský úděl (Itálie, Burgundsko, Lotrinsko). Tím se také rozpadlo Burgundské království na Horní a Dolní Burgundské království. Po smrti Lothara I. získal (dolno)Burgundské království a Provence jeho syn Karel z Provence. Jím držené Bugundské království ale bylo po jeho smrti definitivně rozděleno a přičleněno ke královstvím jeho bratrů Ludvíka II. (dolnoburgundské) a Lothara II. (hornobugundské).

Znak přisouzený pozdějšími heraldiky

Od roku 879 bylo hlavním městem Království (dolno)burgundského město Arles, podle kterého bývá toto království nazýváno Arelatským.
Horní a Dolní Burgundsko byly sjednoceny v roce 933 Hugem I. jako Arelatské království. Toto království zůstalo nezávislé do roku 1006, tehdy Rudolf III. z donucení přislíbil nástupnictví německému králi Jindřichu II. O několik let později roku 1032 rod vymřel a Arelat získal římský císař Konrád II. A tak se v roce 1033 Arelatské království stalo součástí Svaté říše římské. Od té doby tvořila říši tria regna (tři království): Německo, Itálie a Arelat (resp. Burgundsko). Panovník, který byl řádně zvolen německým králem, měl nárok být korunován (železnou korunou Langobardů) italským králem a také arelatským (burgundským) králem.
Posledním arelatským králem byl Karel IV., který roku 1378 daroval Arelatské království francouzskému korunnímu princi Karlovi (budoucímu králi Karlu VI.). Tím bylo Arelatské království připojeno k francouzskému a zaniklo.